# گریزرویل (پنسیلوانیا)
گریزرویل (به انگلیسی: Grazierville) یک منطقهٔ مسکونی در ایالات متحده آمریکا است که در شهرستان بلیر، پنسیلوانیا واقع شده‌است. گریزرویل ۶۶۵ نفر جمعیت دارد و ۳۱۳٫۹۵ متر بالاتر از سطح دریا واقع شده‌است.